# Dieter Rampl
Dieter Rampl (né le 5 septembre 1947 à Munich) est un homme d'affaires et un banquier allemand, président du groupe italien Unicredit depuis le 12 février 1998, et directeur général du même depuis le 21 septembre 2010.

## Biographie
Dieter Rampl devient en effet directeur général par intérim du groupe Unicredit à la suite de la démission forcée de Alessandro Profumo, avec lequel il était en conflit quant à la perspective d'une fusion avec le groupe Mediobanca et quant à l'opportunité de favoriser l'entrée dans le capital du groupe d'hommes d'affaires libyens.